# ニャクラ
ニャクラ (Nhacra) はギニアビサウ中部の町。ビサウ市の北東、約15kmの位置にある。オイオ州ニャクラ区に位置し、ニャクラ区の首府である。

## 出身人物
- マルチーニョ・ンダファ・カビ - 政治家、同国首相を歴任